# San Martino (Petrella Salto)
San Martino è una frazione del comune di Petrella Salto, in provincia di Rieti, nel Lazio. Sorge sulle colline che si affacciano sulla valle del Salto alla destra orografica del fiume Salto poco distante, in direzione nord, dal lago del Salto.

## Geografia fisica

### Territorio
ll paese è situato a 585 m s.l.m. nella valle del Salto sulle alture prospicienti l'abitato di Concerviano in prossimità del lago del Salto, bacino artificiale creato nel 1940 attraverso la realizzazione dell'omonima diga.

## Storia
Al pari degli altri paesi nell'area circostante, San Martino potrebbe trarre la sua origine dall'incastellamento di un abitato preesistente. Il fenomeno sarebbe avvenuto all'epoca dell'invasione dei saraceni nell'area - durante il X secolo - o precedentemente - già nel V secolo - all'epoca delle guerre gotiche. In seguito il suo territorio entrò a far parte dei possedimenti dell'abbazia di San Salvatore Maggiore tra i cui castelli era ricordato in un elenco del 1385 redatto dall'abate Ludovico di Lippo Mareri quindi, nel 1506 - all'epoca di papa Giulio II - sul portale della chiesa abbaziale di San Salvatore Maggiore e ancora, nel XVII secolo, come Castrum Sancti Martini.

### Sotto il governo dell'abbazia di San Salvatore Maggiore
Come gli altri castelli dell'abbazia, San Martino fu direttamente soggetto, fino al XV secolo, all'autorità dell'abate e del capitolo dell'abbazia di San Salvatore Maggiore che governavano tutti gli aspetti della vita di quanti abitavano i territori dell'abbazia secondo gli statuti abbaziali.

#### Il territorio e l'economia
L'economia dei castelli abbaziali era basata principalmente sull'agricoltura e sulla pastorizia. L'estensione del territorio di ciascun paese era un assetto fondamentale per la vita dei suoi abitanti.

#### Sotto il governo degli abati commendatari (1434-1589)
A partire dal XV secolo e per i secoli a seguire, l'abbazia di San Salvatore, e così i castelli del suo territorio, divennero - di fatto - proprietà degli abati commendatari di San Salvatore Maggiore, nominati direttamente dal pontefice: nelle loro mani passò il potere spirituale - che essi esercitavano con il titolo di abate di San Salvatore Maggiore - così come il potere temporale, una volta amministrato nei territori dell'abbazia dal capitolo abbaziale. Fino al XVI secolo si succedettero nel controllo dell'abbazia e del suo territorio famiglie influenti nella Curia Romana quali i Della Rovere e gli Orsini e i Farnese.

#### Formalmente sotto il governo della Camera Apostolica (1589-1809)
A partire dal XVII secolo subentrò alla commenda abbaziale la famiglia Barberini che fu responsabile della soppressione dell'abbazia nel 1629. Il patrimonio territoriale dell'abbazia rimase tuttavia intatto e l'amministrazione passò sotto il diretto controllo della Sacra Congregazione del Buon Governo. Il territorio dell'abbazia divenne un governatorato e Longone divenne la sede del governatore che si occupava - per conto del governo centrale - dell'amministrazione civile.

### Governo napoleonico (1809-1814)
Dopo la parentesi della Repubblica Romana (1798-1799), a seguito della nuova entrata dei francesi a Roma nel febbraio del 1809 e dell'annessione di Lazio e Umbria all'Impero francese nel maggio del 1809 - sotto il governo napoleonico - le terre dell'abbazia già nello Stato Pontificio - come il resto dell'Alta Sabina - furono incluse nel Dipartimento di Roma - Arrondissment di Rieti.
Nel 1809 i paesi dell'abbazia già nello Stato Pontificio facevano parte del Dipartimento del Tevere - Circondario di Rieti - Cantone di Monteleone. Tra questi non figurava San Martino.

### Dalla restaurazione all'unità d'Italia (1814-1860)
Dopo la restaurazione, nel 1840, il Regno delle Due Sicilie venne ad un accordo con lo Stato Pontificio per la ridefinizione dei confini, le cui risoluzioni furono applicate solo a partire dal 5 aprile 1852: Offeio e San Martino passarono al Regno delle Due Sicilie e furono aggregati al comune di Petrella nella provincia dell'Abbruzzo Ulteriore Secondo cui rimasero associati anche dopo il passaggio del territorio di Petrella dal Regno delle Due Sicilie al Regno d'Italia il 15 settembre del 1860.

### Dopo l'Unità d'Italia
San Martino rimase quindi nel comune di Petrella che nel 1863 cambiò nome in Petrella Salto, nella provincia d'Abruzzo Ulteriore Secondo. Quest'ultima, a sua volta, nel 1882, cambiò nome in provincia dell' Aquila degli Abruzzi per poi passare, il 12 gennaio del 1927, alla appena costituita provincia di Rieti.

## Monumenti e luoghi d'interesse
Fra i punti d'interesse vi sono:
- il borgo medievale.
- la chiesa di Sant'Agostino[10] al cui interno sono conservate delle opere di Vincenzo Manenti:

- Serie dei Misteri: formelle della Passione, Morte e Resurrezione di Cristo, momenti salienti delle Storie della Vergine Maria, culminanti nella scena dell'Incoronazione, che impreziosisce, nella cornice della nicchia, l'altare dedicato alla Madonna del Rosario.
- Misteri del Santo Rosario: Ciclo di affreschi nel presbiterio della chiesa. Alcuni degli affreschi sono andati perdute poiché le pareti vennero scialbate nel corso dei secoli presumibilmente nel tentativo di arginare qualche pestilenza. Restano vasti lacerti (la Flagellazione, la Salita al Calvario, la Crocifissione di Cristo) anche se è probabile che almeno in parte la decorazione pittorica della chiesa sia ancora al di sotto della scialbatura.

## Manifestazioni

### Manifestazioni religiose
San Martino Vescovo, 11 novembre.

### Manifestazioni Civili
- Sagra del Tartufo, primo fine settimana di agosto: tra le più longeve sagre enogastronomiche nel territorio della provincia di Rieti, giunta alla sua 51ª edizione (2024).
- Cantine Aperte di San Martino, fine settimana a ridosso dell'11 novembre (giorno di San Martino): in occasione della tradizionale festa del santo patrono le cantine del paese di aprono ai visitatori. Iniziativa giunta alla sua 12ª edizione (2024).